# إتش. سي. باركر
إتش. سي. باركر هو سياسي كندي، ولد في 24 نوفمبر 1907 في Bear River, Nova Scotia ‏ في كندا، وتوفي في 1968. نشط حزبياً في الجمعية الليبرالية لنيو برونزويك ‏. وقد انتخب عضو الجمعية التشريعية لنيو برونزويك ‏.